# Knikker (spel)

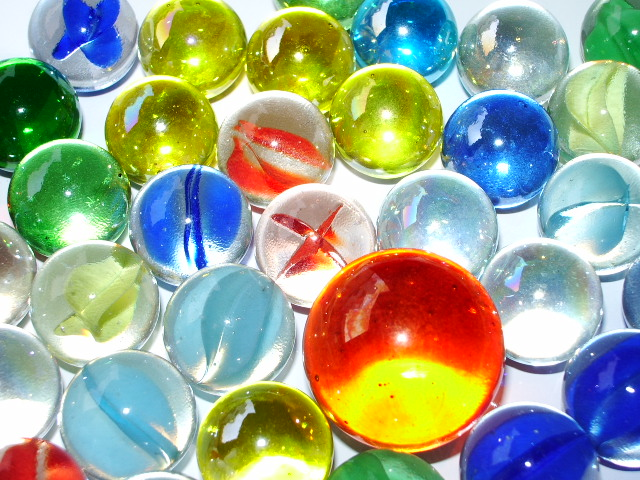
Glazen knikkers

Een knikker is een kleine massieve kogelvorm van glas, marmer, steen, hout, klei of kunststof. Soms zijn ze ook van metaal. Ze worden meestal gebruikt door kinderen om ermee te knikkeren. De bolvorm van een gewone knikker heeft een diameter van ongeveer 1 tot 2 cm. De grotere exemplaren zijn doorgaans tot 5 cm groot.

## Geschiedenis

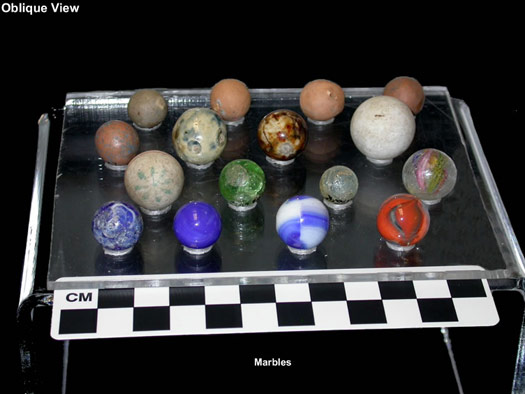
Historische knikkers

Het knikkerspel was al bekend bij de Indusbeschaving. Via de Nederlanden arriveerden knikkers in de middeleeuwen op de Britse Eilanden.

## Soorten
Knikkers hebben uiteenlopende namen, afhankelijk van kleur, materiaal en grootte. De meer dan twintig bekende namen kunnen ook per regio, of zelfs per school, verschillen. Enkele van die namen zijn: bonken (variërend in grootte,  aangeduid met voorvoegsels als super-, mega- en reuze-), Chineesjes (voor porseleinen knikkers), of batsers (voor grote glazen knikkers).

## Knikkeren
Knikkeren is het wedstrijdspel met knikkers. Er bestaan meerdere spelvormen. Een populair spel is waarbij meerdere deelnemers om de beurt, te beginnen van een afstand, een knikker (al rollend over de grond) in een kuiltje of knikkerpotje moet proberen te werpen. Geprobeerd moet worden om knikkers van tegenstanders te raken zodat deze verder van het kuiltje komen te liggen. Diegene met als eerste alle knikkers in het kuiltje heeft uiteindelijk gewonnen.
Vaak, maar ook dit verschilt per regio of school, worden aan de verschillende soorten knikkers punten toegekend. Over het algemeen zijn grotere knikkers meer punten waard dan kleinere, en zeldzamere met speciale kleurpatronen meer dan de "gewone" glazen knikkers. Dit heeft weer gevolgen voor het inzetten van knikkers, want de inzetten van beide zijden moeten gelijk blijven. Meestal wordt er om de knikkers gespeeld: de winnaar wint dan alle knikkers. Kinderen bewaren soms hun knikkers in een speciale zak: de knikkerzak.
Bij een andere bekende vorm van knikkeren wordt op de grond een plank met uitsparingen geplaatst waarboven cijfers staan. De bedoeling is dan om de knikkers door de poortjes te werpen. Telkens als een knikker door een poortje gaat, krijgt men het aantal punten dat erboven staat. De winnaar is degene die na een aantal ronden de meeste punten heeft gescoord.
Er is ook een andere versie. Teken op de grond een cirkel waar elke speler een knikker inzet.                                                                         De eerste speler probeert één of meer knikkers uit de cirkel weg te schieten en ze zo in de wacht te slepen.                                                              Elke keer als hij raak schiet, mag hij nog eens proberen van op de plaats waar zijn                                                                                  schietknikker bleef liggen.

### Knikkerpot

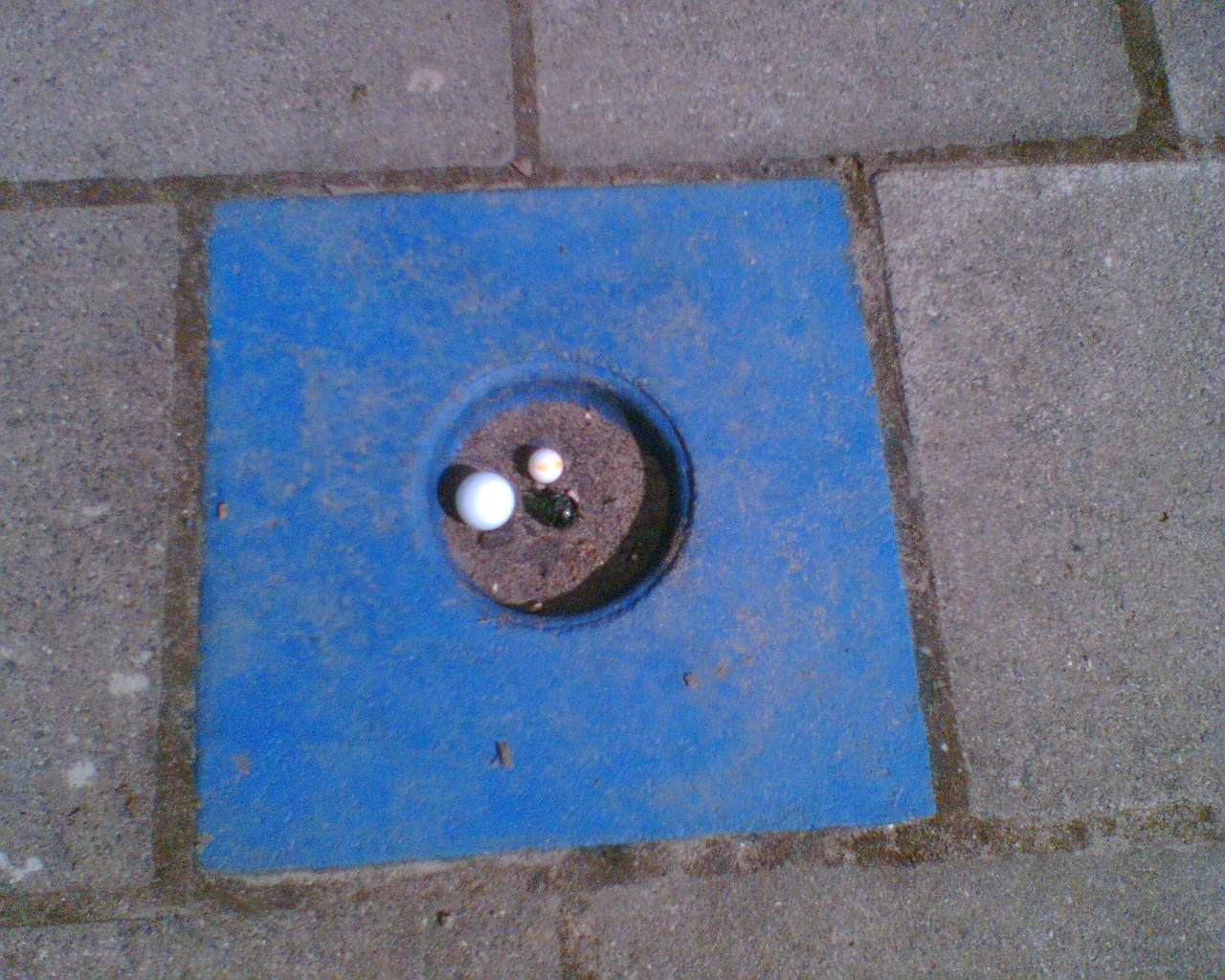
Knikkerpot met knikkers

Speciaal gemaakt om te dienen als knikkerpot is onder andere de knikkertegel: een (meestal) betonnen stoeptegel met daarin in het midden een kuiltje, bedoeld om te knikkeren op straat (of stoep of schoolplein). De afmetingen van de knikkertegel zijn 30x30 cm, zodat de tegel in de plaats van een reguliere stoeptegel kan worden geplaatst. Er zijn knikkertegels in verschillende kleuren.
Er bestaan ook plastic knikkerpotjes. Deze zijn kegelvormig met een gat in het midden, waarin de knikkers terecht moeten komen. Deze zijn in de speelgoedwinkel verkrijgbaar. Het voordeel is dat hiermee ook op straten en pleinen zonder knikkertegels geknikkerd kan worden.
Kinderen kunnen echter ook knikkeren zonder hulpmiddelen, bijvoorbeeld door een holte in de grond bij een afgebroken tegel of door gewoonweg een kuiltje te maken in het zand.

## Productie
Knikkers van klei worden sinds 1870 fabrieksmatig gemaakt. Vanaf 1890 konden ook de glazen knikkers fabrieksmatig worden gemaakt met speciale knikkermachines. Knikkers worden uit allerlei materialen gemaakt. Met glazen knikkers wordt het vaakst gespeeld. Ze zijn duurzaam doordat ze niet snel slijten of breken.
Glazen knikkers worden gevormd door pas gesmolten glas in gelijke cilindertjes te verdelen. Deze gaan dan in een speciaal apparaat met een soort molenstenen die het warme glas tot balletjes rollen.

## Trivia
- Knikkers spelen een centrale rol in de korte Nederlandse kinderfilm Voor een paar knikkers meer.
- Met de uitdrukking iemand eruit knikkeren" wordt bedoeld dat diegene tegen zijn/haar wil (tijdelijk) uit een situatie (huwelijk, arbeidsbetrekking, café en dergelijke) wordt verwijderd, vaak wegens (vermeend) wangedrag. De uitdrukking wordt ook in de sportwereld vaak gebruikt bij toernooien die volgens een knock-outsysteem worden gespeeld. Er wordt dan mee bedoeld dat iemand verliest en daardoor wordt uitgeschakeld.
- Jaarlijks wordt in Noordeloos het Nationaal Knikkerkampioenschap Kuiltje Knikkeren gehouden.
- Sinds 2021 wordt bij SBS6 het programma Marble Mania uitgezonden, waarin BN'ers het tegen elkaar opnemen in allerlei spelletjes met knikkers. Versies van dit programma worden ook in Duitsland, Frankrijk en België uitgezonden.
- In de Zuid-Koreaanse dramaserie Squid Game is knikkeren het vijfde spel dat de deelnemers moeten zien te overleven.
- Volgens sommige bronnen zou de kennis en het spelen van het knikkerspel in Rusland niet (meer?) bestaan.[3]

## Afbeeldingen

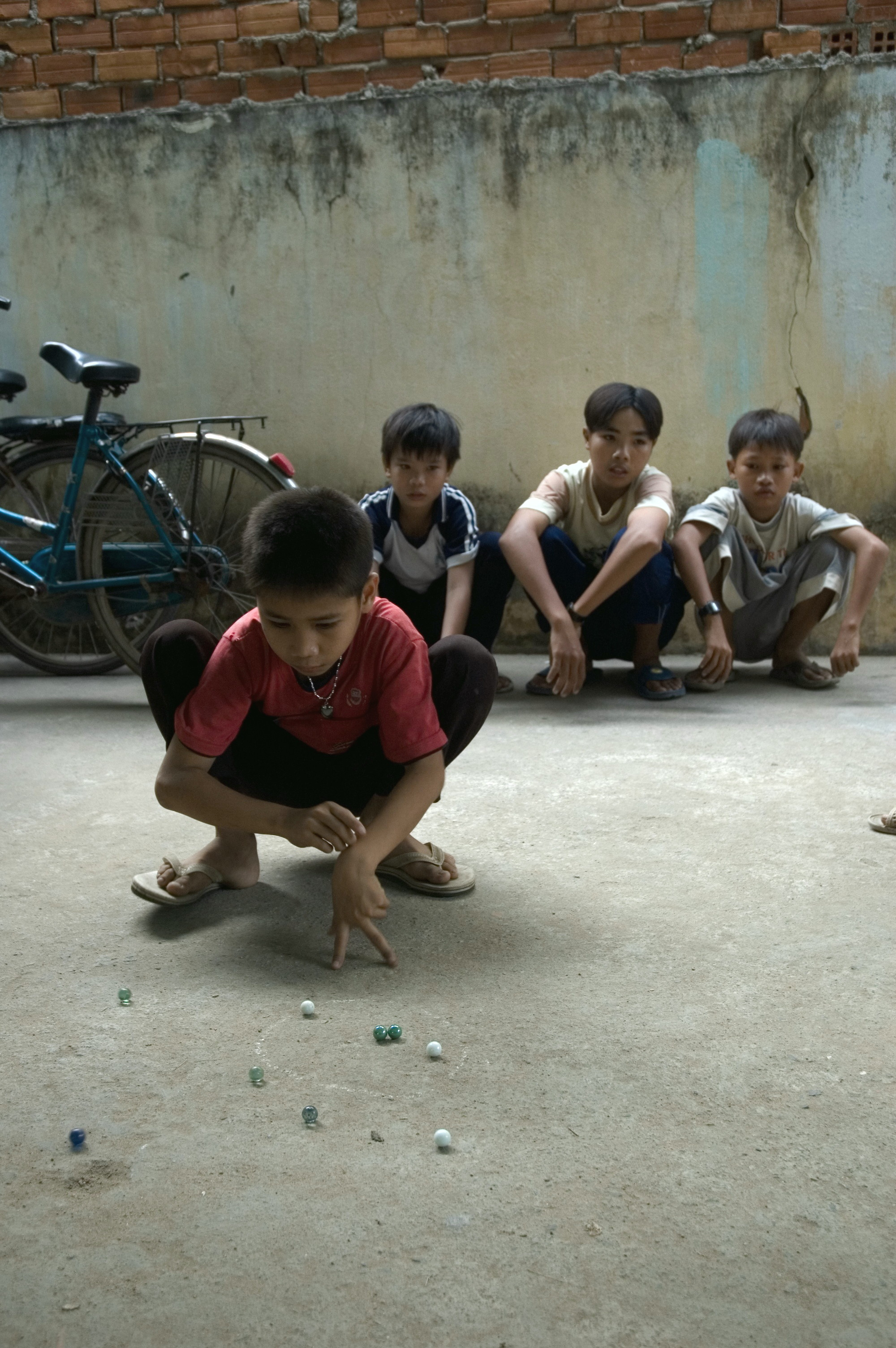
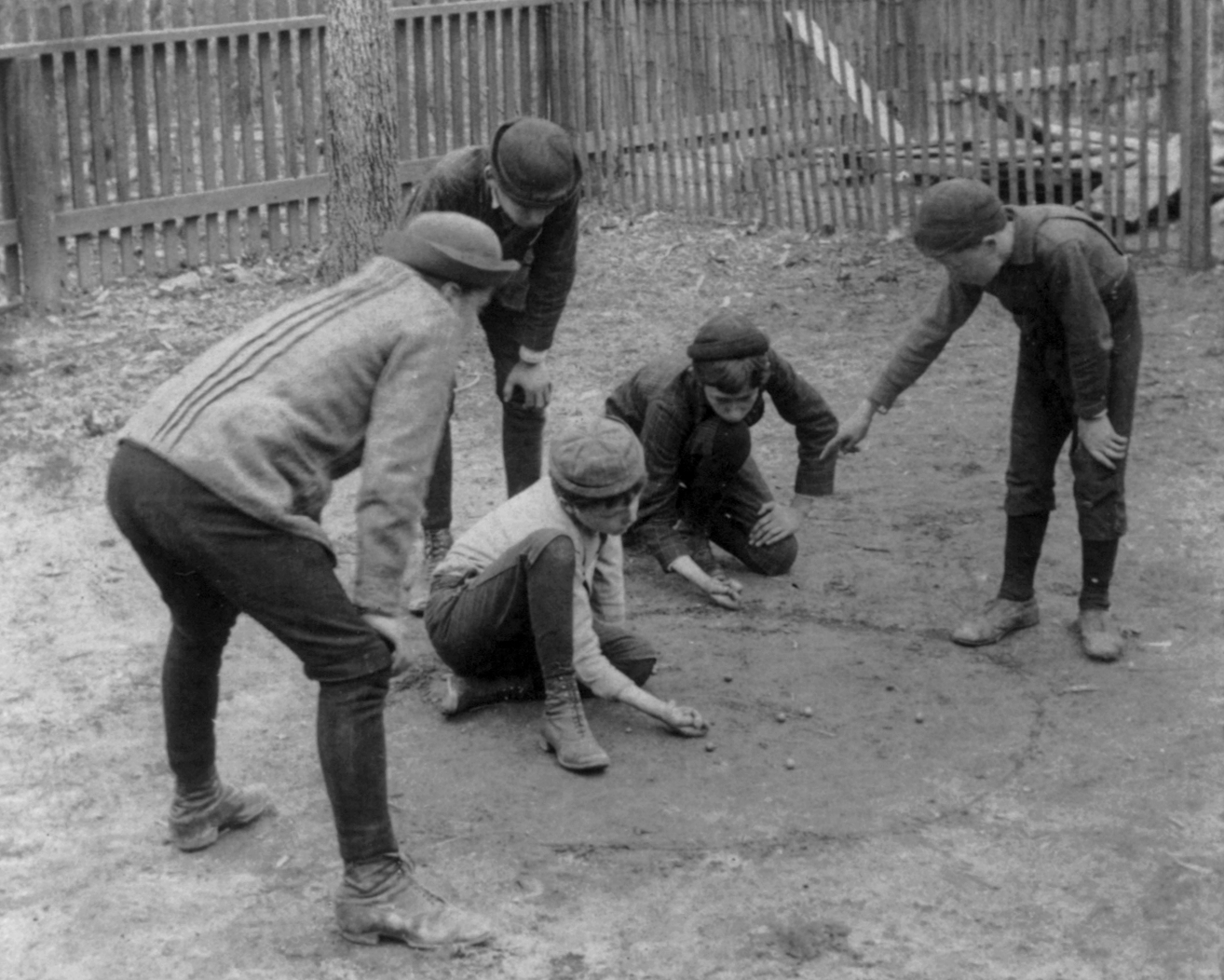
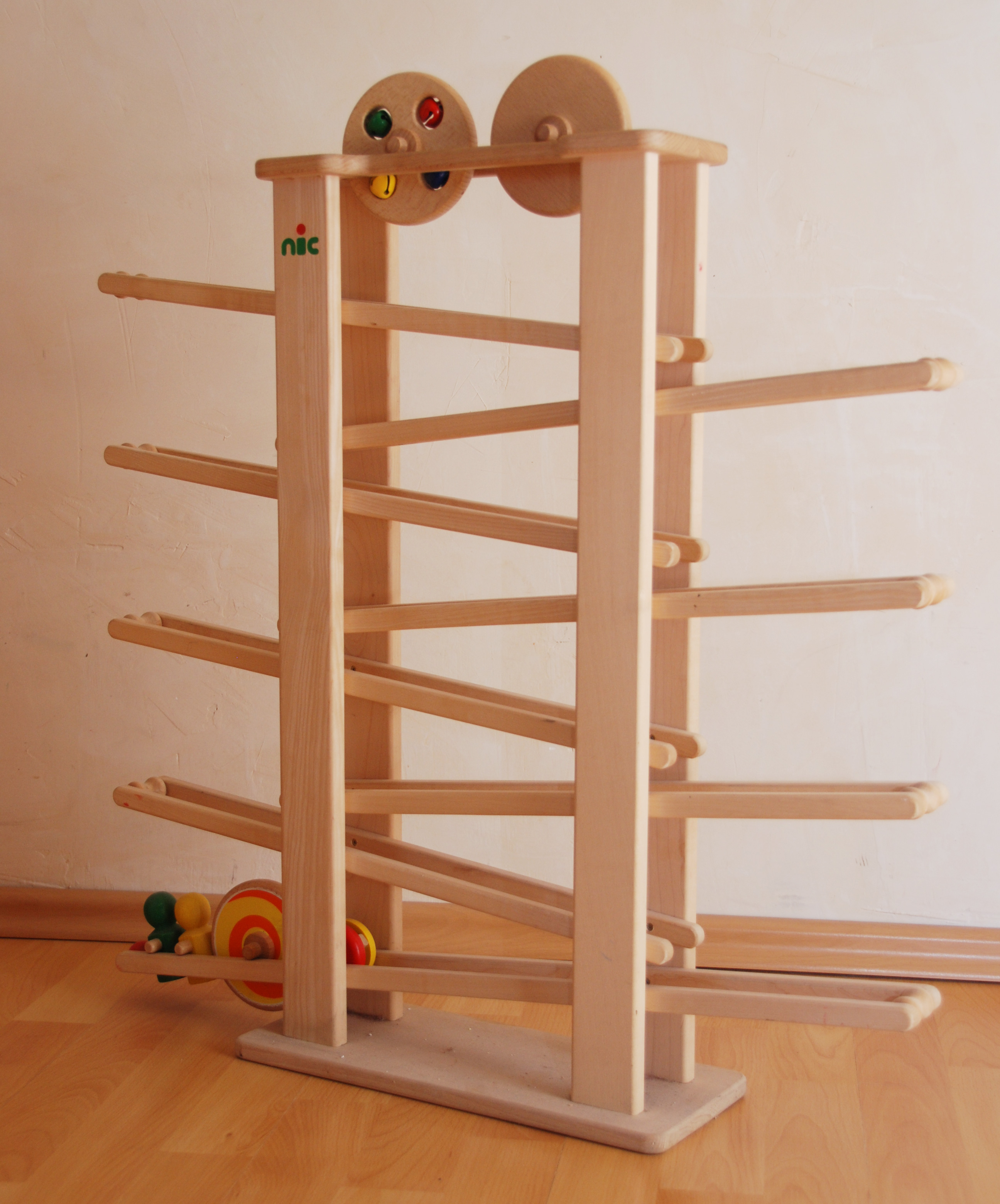